# Mercy Manci
Mercy Manci (sinh ngày 28 tháng 9 năm 1955  tại Đông Cape, Nam Phi) là một Xhosa sangoma và người hoạt động xã hội về HIV người Nam Phi. Cô đã tham gia và trình bày tại các hội nghị ở Áo Cameroon, Nigeria và Ý.

## Tuổi thơ
Mercy Manci được sinh ra ở Pondoland, con đầu lòng của chín đứa trẻ, trong ngôi làng nhỏ Hlwahlwazi. Khi sinh ra, cô được bao phủ bởi một chất màu trắng, mà mẹ cô gọi là "lưới", điều đó cho thấy cô là một đứa trẻ đặc biệt. Cô được bà ngoại nuôi dưỡng, vì mẹ cô là một công nhân nội địa ở Durban; Bà của cô là một người chữa bệnh truyền thống và khi còn nhỏ, Mercy sẽ giúp bà chuẩn bị muti.
Khi cô còn là thiếu niên, cô đã bị một gia đình khác " bắt cóc " để ép cưới với một trong những đứa con trai của họ, để tránh các cuộc đàm phán lobola kéo dài. Vì cô không còn là một trinh nữ, cô không thể trở về với mẹ mình và hôn nhân này đã thành chính thức khi gia đình chồng trả cho gia đình cô bốn con bò. Cô có một cô con gái từ cuộc hôn nhân này. Khi cô sống ở Ciskei và chồng cô đi làm trong hầm mỏ, cô đã học ngành điều dưỡng thông qua thư từ tại Damelin. Tuy nhiên, khi chồng cô về nhà, anh đã đốt sách của cô và phá hủy chiếc máy chữ mà cô mua. Cuối cùng, sau khi anh phát hiện ra rằng cô đang uống thuốc tránh thai sau lưng anh, điều mà là điều cấm kỵ vào thời điểm đó, cuộc hôn nhân của họ kết thúc và anh gửi cô trở về với gia đình. Thay vì trở về nhà của gia đình, cô đã đến Johannesburg và tìm một công việc trợ lý bác sĩ.
Khi cô đang sống ở Johannesburg, cô bị ốm và bắt đầu mơ một cách kỳ lạ. Cuối cùng, một người chữa bệnh truyền thống sẽ xác nhận rằng cô ấy cần phải trả lời một cuộc gọi để trở thành một người hát rong.